# لوئیس رومرو (بازیکن فوتبال، زاده ۱۹۹۰)
لوئیس رومرو (انگلیسی: Luis Romero؛ زادهٔ ۲۹ اوت ۱۹۹۰) بازیکن فوتبال اهل آرژانتین است.
از باشگاه‌هایی که در آن بازی کرده‌است می‌توان به باشگاه فوتبال ولز سارسفیلد اشاره کرد.